# Néma csörgőkígyó
A néma csörgőkígyó vagy szurukuku (Lachesis muta) a hüllők (Reptilia) osztályának pikkelyes hüllők (Squamata) rendjébe, ezen belül a viperafélék (Viperidae) családjába és a gödörkésarcú viperák (Crotalinae) alcsaládjába tartozó faj.
Egyes rendszerbesorolások szerint a Crotalus nembe tartozik Crotalus mutus néven

## Elnevezése
A szurukuku nevet a brazil őslakosok adták a kígyónak. Tudományos nevét Lakhesziszről kapta, a görög mitológia sorsistennői egyikéről, arról, aki az emberi élet fonalát rendezi, sodorja.

## Előfordulása
A néma csörgőkígyó Közép-Amerika trópusi esőerdeiben, Dél-Amerika északi részén, Costa Ricától Brazíliáig fordul elő. Megtalálható Trinidad szigetén is. Dél-Amerika legveszedelmesebb 
gödörkésarcú viperája (Crotalinae).

## Alfajai
- Lachesis muta muta
- Lachesis muta melancophala
- Lachesis muta stenophrys
- Lachesis muta rhombeata

## Megjelenése
A felnőtt szurukuku általában 2-2,5 méter hosszúra nő meg, de akár 3 méteresre is megnőhet. Testtömege 3-5 kilogramm. A leghosszabb talált szurukuku példány 3,65 méter hosszú volt, ezzel a szurukuku a leghosszabb viperafaj a Föld nyugati tájain. Bőrét durva, bütyökszerű pikkelyek borítják. A kígyó halvány vagy rózsaszín árnyalatú barna. A hátán lévő jellegzetes sötétbarna, rombusz formájú mintázat segíti rejtőzését az esőerdő avarjában. Feje nagy és ék alakú, előre elkeskenyedő. A fejen levő pikkelyek kicsik, szabálytalan alakúak. Szemének nagy, függőleges pupillájával a kígyó éjszaka is nagyon jól lát.

## Életmódja
A szurukuku magányosan él és éjszaka vadászik. Tápláléka többnyire kisemlősök, de fogyaszt hüllőket és madarakat is. Az állat 20 évig él.

## Szaporodása
Az ivarérettséget kétévesen éri el. A párzási időszak tavasszal van. A nőstény szurukuku körülbelül 10 fehér tojást rak, egy földmélyedésbe. A tojások nagyobbak a tyúktojásnál. A nőstény 76-79 napig őrködik a tojásain.